# واکنش ورتز

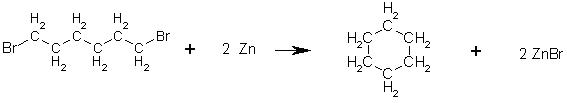
واکنش ورتز

واکنش ورتز(به انگلیسی: Wurtz reaction) گونه‌ای از واکنش جفت‌شدن در شیمی آلی است که طی آن یک آلکیل هالید با فلز سدیم واکنش داده و تشکیل یک پیوند کربن-کربن و یک هالید سدیم را می‌دهد. این واکنش به افتخار شیمیدان فرانسوی چارلز-آدولف ورتز نامگذاری شده است.
2R–X + 2Na → R–R + 2Na+X−
برخی فلزات دیگر از جمله مس، آهن، ایندیم، نقره و روی نیز در این واکنش نقشی مشابه سدیم ایفا می‌کنند.